# Carrascal del Río
Carrascal del Río is een gemeente in de Spaanse provincie Segovia in de regio Castilië en León met een oppervlakte van 30,52 km². Carrascal del Río telt 154 inwoners (1 januari 2016).

## Demografische ontwikkeling
Bron: INE, 1857-2011: volkstellingen

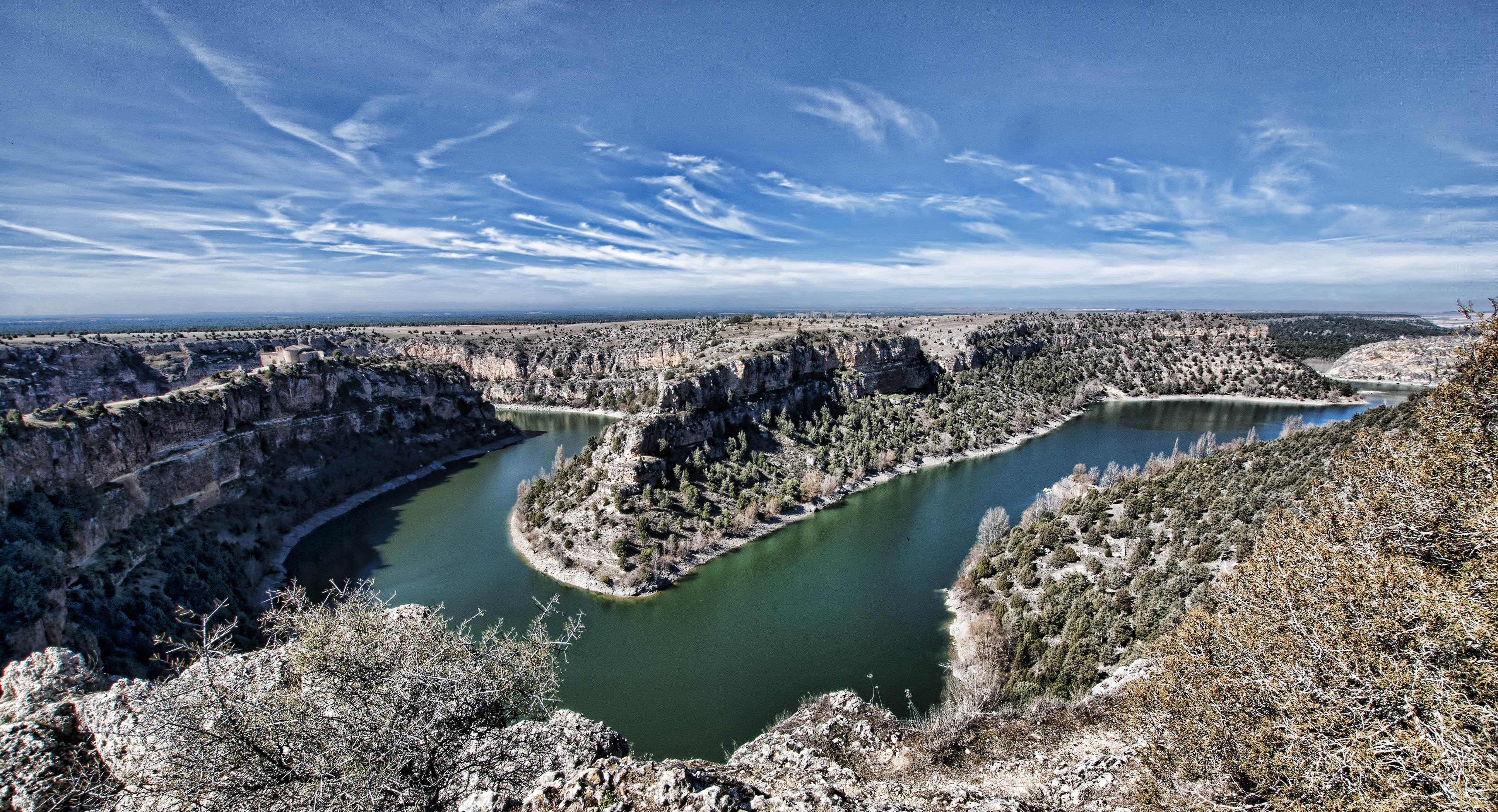
Natuurpark las Hoces del Rio Duratón
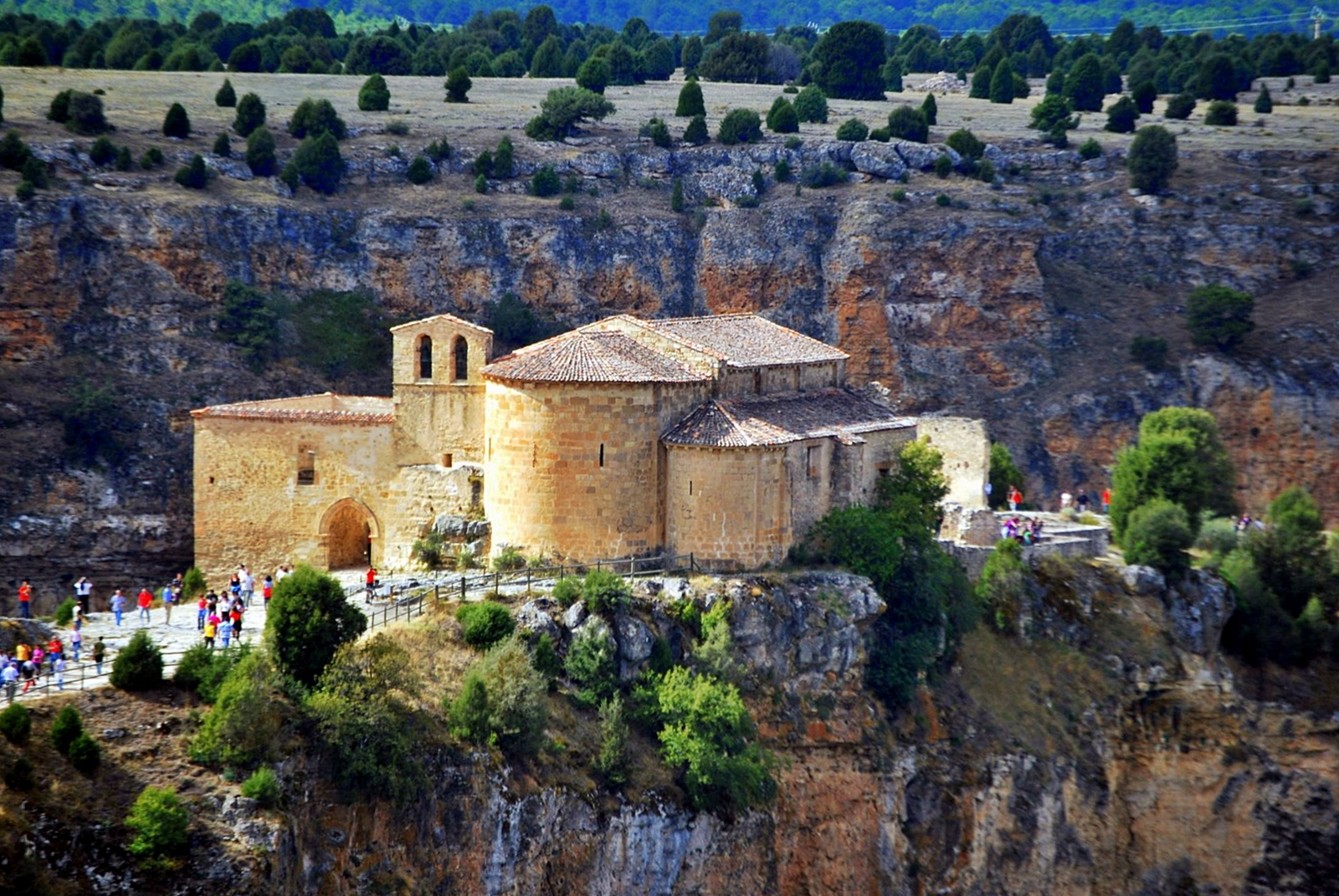
Nationaal erfgoed in las Hoces del Rio Duratón